# Метлика (Словенія)
Метлика (словен. Metlika) — поселення в общині Метлика, регіон Південно-Східна Словенія, Словенія.